# Баунт (посёлок)
Ба́унт — посёлок в Баунтовском эвенкийском районе Бурятии. Входит в сельское поселение «Багдаринское».

## География
Расположен на северо-восточном берегу озера Баунт, в истоке реки Нижняя Ципа. На правом берегу — жилые дома, на левом — метеостанция Баунт. Находится в 40 км (по прямой) к северо-западу от  посёлка Ципикан, в 50 км к юго-западу от посёлка Уакит и в 120 км севернее райцентра — села Багдарин.

## Население
| 2002 | 2010 |
| ---- | ---- |
| 37   | ↘33  |